# Provence, Vaud
Provence är en ort och kommun i distriktet Jura-Nord vaudois i kantonen Vaud, Schweiz. Kommunen har 414 invånare (2023).
Roger Schutz, som grundade kommuniteten i Taizé i Frankrike, föddes i Provence.